# Ulderiko Donadini
Ulderiko Donadini (Plaški, 8. travnja 1894. – Zagreb, 10. svibnja 1923.), bio je hrvatski književnik.

## Životopis

### Podrijetlo i školovanje
Obitelj Donadini potječe iz Italije. Oko 1750. godine doselila se iz Vicenze ili Mantove u Korčulu. Djed, po kome je pisac dobio ime, bio je učitelj u Stonu, a kasnije općinski tajnik u Trogiru. Iz braka s Marijom Huttner (podrijetlom Austrijanka) rodio se sin Ivan, piščev otac, koji je bio inženjer šumarstva, te je radio u Dalmaciji i Lici. Vjenčao se s Franjkom Vrdoljak (Imoćankom) i s njom imao šest kćeri i dva sina. Ivan Donadini bio je nepromišljen čovjek, nagao, njegov je način života cijelu obitelj doveo do bankrota, te su živjeli vrlo siromašno. Obiteljske odnose Donadini opisao je u svojim djelima: agresivni i patrijarhalni otac alkoholičar koji napušta obitelj i brižna majka uz koju je jako vezan. Ulderiko Donadini završio je osmi razred više pučke škole u Ogulinu, te se obitelj 1907. godine seli u Zagreb gdje Donadini iste godine upisuje prvi razred realne donjogradske gimnazije koju će završiti 1912. godine. Dobio je stipendiju (koju je davala Zaklada za uzgoj djece šumarskih činovnika) za Gospodarsko-šumarsku akademiju (1913.). Iduće godine prelazi na Prirodoslovni fakultet gdje sluša biologiju i kemiju što je 1917./18 i apsolvirao. Dolaskom u Zagreb priključuje se raznim ograncima školskoga umjetničkog kruga, između ostalih i u literarnom kružoku s Augustom Cesarcem. U burnoj 1912. godini, s đačkim štrajkovima i atentatom na bana Slavka Cuvaja, Donadini nije neposredno sudjelovao već je držao govore na đačkim skupovima i predvodio đačke prosvjede.

### Poziv u vojsku
U jesen 1914. godine pozvan je u vojsku (Vojno-dobrovoljačku školu u Karlovcu). Počinje simulirati psihičku rastrojenost sve dok 1915. godine nije dobio potvrdu da je nesposoban za vojnu službu. U Bilježnici sačuvanoj u njegovoj ostavštini zabilježio je i dojmove o ratu, čovjeku, vojniku, ludilu. Progonjen mislima na one koji danima trunu u blatu, na kiši, odlučio je pod svaku cijenu izbjeći sudbinu tih ljudi. Isplanirao je da će se razboljeti gladovanjem, nespavanjem i pijenjem većih količina alkohola. Bdio je tri dana za redom, nakon čega je zapisao: „Svaki dan gore. Nervi mi popuštaju, a sa dna lubanje kao da prede pauk finu sivu mrežu preko mozga. Oči mi mutne, ruke mi drhte i srce kao gusle bez žica (...) već nisam tri noći spavao. Ličim luđaku.“ U Sablastima autobiografski piše: „Odlučio sam prošetati se dvije stotine puta iz jednoga kuta u drugi i na glas brojiti. Tako, mislio sam, moram poludjeti (...) činilo mi se još uvijek se premalo uništavam i nije mi palo na pamet što će biti ako bude previše i ako doista poludim...“ Premješten je u bolnicu za duševne bolesnike u kojoj je bilo mnogo onih koji su glumili ludilo. Bio je opsjednut mišlju da ga ne otkriju jer bi ga proglasili dezerterom. Tu ostaje do ljeta 1915. godine kada je otpušten kao trajno nesposoban. Vrativši se u Zagreb, živi u strahu da ga ne otkriju. I dalje glumi ludilo. Dobivši svjedodžbu o trajnoj nesposobnosti u prosincu 1915. godine, nije se riješio starih navika, izgubio je povjerenje u sve ljude i živjeći u uvjerenju da je okružen uhodama, povukao se u sebe.

### ČasopisKokot
Prvi broj izašao je u jeku rata, u kolovozu 1916. godine. Prestao je izlaziti 1918. godine, tj. posljednji broj izašao je u siječnju 1918. godine. Zamišljen je kao mjesečnik, ali je izlazio neredovito. Donadini mu je bio urednik i autor gotovo svih tekstova. Više je pretpostavki kako je časopis dobio ime. Najvjerodostojnijom se smatra ona koja kazuje da je tim imenom želio odati počast Antunu Gustavu Matošu koji je namjeravao pokrenuti istoimeni časopis. Matoš je najavljivao ime "(...) Kokot, jer će kao kokot biti kuražan, galantan, veseo, budeći ljude iz teškog, debelog sna". Časopis je odmah privukao pozornost javnosti. U njemu se Donadini borio protiv tradicionalnog stvaralaštva i svih tradicionalnih vrijednosti. Bio je to časopis hrvatske avangarde u kojem je objavljeno više programskih članaka, kritika, polemika, pamfleta, recenzija, pjesama te proznih i dramskih tekstova. Preko njega se obračunavao i s aktualnim časopisima (Savremenikom, Hrvatskom prosvjetom) kao i s Maticom hrvatskom i s Matoševim nastavljačima »gričanima«. Stil njegovih kritika i eseja je izrazito polemičan, što ga je dovelo do sukoba s nizom suvremenika, uz ostale i s Miroslavom Krležom. Krležinu „Podnevnu simfoniju“ nazvao je „vrhuncem neukusa“ i „lažne afektacije“. Ukupno izašlo je 14 brojeva Kokota u 13 svezaka. Donadini je odluku o obustavljanju Kokota objasnio:
»Pošto mi Kokot ne donaša toliko da bi mi mogao osigurati materijalni opstanak, to se moram uz pisanje u listu baviti i drugim poslovima (...) ne mogu za u buduće obećati da će list izlaziti svakog prvoga...«

### Zaposlenje
Početkom 1918. godine radio je kao nastavnik u Petrinji. Tu upoznaje Doru Žiborsku s kojom se zaručuje, ali uskoro se veza prekida zbog neobičnog ponašanja zaručnika. Kratko vrijeme radi u Zagrebu u Prvoj realnoj gimanziji (1918.), a iduće je godine premješten u gimnaziju u Vinkovcima gdje ostaje do ožujka 1921. godine. Nakon toga živio kao slobodni pisac u Zagrebu. Kraće je vrijeme boravio u Pragu (1917.), Splitu (1918.), Beču (1919.) i Beogradu (1921.).                                                                                                                                                                                                                                                      

### Kraj života
Zdravlje mu se pogoršavalo zbog stalne neimaštine, neurednoga života; bio je u stalnom sukobu s društvom oko sebe, zbog pijanstva i ludila često je u ekscesnim situacijama. Više je puta hospitaliziran u Stenjevcu, dijagnosticirana mu je shizofrenija i tuberkuloza. Dana 23. svibnja 1923. godine izvršio je samoubojstvo. 

## Imena kojima se koristio
U knjizi rođenih zapisan je kao Udalrik. U književnosti se najčešće potpisivao kao Ulderiko, a neke članke potpisivao je s Uldarik, U. D. -ud-, P-ro, Tomadini, Golem, U. Donadini-Donatović.

## Književno stvaralaštvo
Djelo Ulderika Donadinija nije opsežno jer je umro u 30. godini života. Pisao je pripovijetke, novele, crtice, kraće romane i drame. Veliki dio zapisa ostavio je u rukopisu nesređen i nedovršen. U svojim proznim djelima uglavnom je zaokupljen moralnim i egzistencijalnim krajnostima, te analizom ekscentričnih i dijaboličnih karaktera. Poklonik je Matoša, Gogolja i Dostojevskog, Hoffmanna i Edgara Allana Poea. Bavi se morbidnim stanjima, izopačenim odnosima među ljudima, propadanjem natprosječno nadarenih pojedinaca. Često mu djela sadrže autobiografske elemente. Likovi se sukobljavaju s okolinom, društvenim normama i zapadaju u bezizlazna psihička stanja koja ih dovode do zločina, razvrata, mučenja, pada u najtamnije bezdane i samoubojstvo. Njegovi su likovi čudaci, neurastenici, oni koji zalaze u svijet nestvarnoga, nerazumnoga, začudnoga, dijaboličnoga, morbidnoga. Kao jedan od prvih hrvatskih ekspresionista, Donadini je svojim najboljim radovima označio prijelaz od Matoševa impresionističkog artizma prema društveno i psihološki produbljenoj prozi ekspresionizma. Unatoč nekontroliranoj opsjednutosti istim temama, ponajviše moralnim i egzistencijalnim krajnostima, Donadini je dotaknuo jedan od »dominantnih oblika moderniteta u književnosti dvadesetih godina« (B. Donat) i iskazao svoj osjećaj za dramsko kao najjaču crtu književnog dara.

### Donadinijeva poetika
Bio je izrazit individualist, koji se nije umarao u negiranju ustajala malograđanskog života, društvenih institucija, općeprihvaćenih vrijednosti, morala, iskazivanju otpora prema tipu čovjeka staroga kova koji mora biti zamijenjen novim čovjekom koji stvara novu umjetnost. Jedan je od prvih predstavnika ekspresionizma u hrvatskoj književnosti (uz A. B. Šimića i Miroslava Krležu). »Povezuje ideju o romantičnom pobunjenom čovjeku sa slikom - metaforom - društveno popljuvanog i izopćenog pojedinca« (B. Donat). Njegova su djela prožeta skepsom, cinizmom i osjećajem nemoći, ali i programom »pobune protiv neautentičnog čovjeka« i moralne obnove čovječanstva. »I Miroslavu Krleži i Augustu Cesarcu, i Gustavu Krklecu i Škaji Oreškoviću poslužio kao simbol određene duhovne orijentacije i društvene klime, i to uglavnom u ulozi ličnosti koja se možda ponekad i u donkihotovskoj pozi opire beamterskom mentalitetu, kao obrazac ličnosti koja stoji uprkos i nasuprot građanskom društvu i moralu, a da se ipak ne uspijeva osloboditi nekih konvencija.« (B. Donat) S jedne stane čezne za neostvarivom idilom, a s druge ga strane fasciniraju mračni nagoni. „...uz Polića Kamova i V. Čerinu najpotpuniji hrvatski primjer avangardističke paradigme mahnitog čovjeka, figure koja naviješta vedru i u isti mah strašnu vijest da je bog umro; umjetnik stupa na njegovo mjesto ispražnjeno mjesto kao novi demiurg: on je svemoćan da stvara i razara.“

### Novele
U književnosti se javlja zbirkom bizarnih novela Lude priče (1915.), na tragu Matoševih Umornih priča i Kamovljevih novela. Poslije je Donadini te priče smatrao početničkim radovima. Bitno obilježje novela, što mu je i dalo mjesto modernista i obnovitelja u sklopu hrvatske književnosti dvadesetih godina, jest prisutnost fantastičnoga. Stvarnost je stilizirana i gurnuta u drugi plan, zbivanja se događaju i u prostoru kazivanja i u sferi aluzivnog, te se primiču prostoru groteske i hiperbole. Naslovi nekih novela: „Jakov Žleb“, „Bauk“, „Doktor Kvak“, „Đavo gospodina Andrije Petrovića“ koja ulazi gotovo u sve antologije novije hrvatske proze.
- Dunja, pripovijest koja za Donadinijeva života nije objavljena ni u jednoj njegovoj knjizi. Utemeljena je na autobiografskim elementima iz vremena kada je radio u Petrinji, gdje se odigrala epizoda njegove nesretne ljubavi. Taman svijet nejasnih strasti, žudnje, obožavanja nerealne žene, nerealizirane ljubavi.

### Romani
Pisao je kraće romane.
- Bauk, 1922. (prvi put napisan i objavljen pod naslovom Sablasti, 1917.); glavni lik Serafin Skok; autobiografska podloga: sažetak Donadinijevih iskustava iz vremena povlačenja po vojnim bolnicama u nadi da će dobiti potvrdu da je duševni bolesnik te će tako izbjeći odlazak na ratište. U ocu glavnoga lika prepoznaje se Donadinijev otac, a glavni se sukob, kao i u piščevu slučaju, vodi oko majke. Naslovnicu prvog izdanja (1922.) naslikao je Milivoj Uzelac.
- Vijavice, 1917. Tiskana nekoliko mjeseci poslije Sablasti. Glavni lik Aurel pl. Šubić.
- Grabancijaševa putovanja – roman koji je izlazio u nastavcima na stranicama Ilustrovanog lista pred kraj Prvoga svjetskoga rata; o činovničkom svijetu, činovnik u želji da pronikne u zagrebačku sredinu (u bit Zagreba) odlučuje postati piscem.
- Kroz šibe, 1921. S autobiografskim obilježjima, suprotstavio se licemjernomu građanskom moralu likom glavnog junaka Martina Semića; svi likovi koji se pojavljuju duboko su nesretni i tragični: Martin Semić umire od ozljeda koje je zadobio braneći kapitalista, njegov otac umire u duševnoj bolnici, majka umire kod kuće onoga jutra kada se sestra Ana vratila s ljubavnog sastanka, osramoćena, živjela je kao prostitutka, udaje se iz inata, Žgalin se ubija, Eva se udaje iz inata.

### Drame
- Bezdan, izveden u Hrvatskom narodnom kazalištu 1919. godine. Redatelj dr. Branko Gavella. Za nju je 1919. godine dobio Demetrovu nagradu.[6] Godine 1920. izvedena je u Ljubljani i Osijeku; okosnica priče je nesretna ljubav Ive pl. Šubića i Nine Petrović koji ne mogavši podnijeti teret vlastite egzistencije izvršavaju samoubojstvo. Djelo je uzburkalo tadašnju kazališnu javnost, više-manje zbog nemorala. Protiv Donadinija digla se hajka u kojoj je prednjačio Juraj Demetrović. Donadini mu odgovara knjižicom O mom – nemoralu, i moralu – gospodina Jurja Demetrovića. (Odgovor na polemike, koje su se razvile prigodom premijere moje drame "Bezdan").
- Igračka oluje, neizvedena, tiskana u posebnoj knjižici 1921. godine. S autobiografskim elementima, sebe je projicirao u liku Gustava Bojanića, mladog pisca i novinara koji vjeruje u čovjeka. S druge je strane urednik novina Josip Gmaz kao nositelj koristoljublja, karijerizma, poltronstva.
- Gogoljeva smrt, tiskana u časopisu Kritika 1921. godine. Jednočinka; postavljena je u Osijeku, beogradskom Akademskom pozorištu, Varaždinu, zagrebačkoj Državnoj glumačkoj školi, koja je prikazuje u Čehoslovačkoj na prvom gostovanju jednoga hrvatskog dramskog ansambla u inozemstvu, te u Sarajevu i na zagrebačkoj TV (1964.); gl. lik Nikolaj Vasiljevič Gogolj
- Strasti, pronađen u piščevoj ostavštini (dvije nepotpune inačice); dramska radnja počiva na ljubavnom trokutu; glavni lik je ženski lik - Ana

### Pjesništvo
Donadini je napisao oko dvadeset pjesama. Objavljivao ih je u Šimićevoj Vijavici, Savremeniku, Pobratimu. Većinu pjesama koje su ostale u rukopisu tiskao je Ante Franić u Kolu (11/1966.). Njegov je pjesnički opus nastajao od 1909. do 1920. godine. Prve pjesme "Medvedgradu", "Domovini" i "Aleluja" objavljuje u srednjoškolskom časopisu Pobratimu kao učenik petoga razreda gimnazije. Te su pjesme pisane u tradiciji hrvatskoga pjesništva 19. stoljeća (Jorgovanića, Harambašića, Kranjčevića, Šenoe). U njima se koristio povijesnim toposima nacinalnih mitova (olujna noć, zalutali putnik, osamljeni lutalica, utvrde). Drugi se put poezijom javlja 1917. godine pjesmom „Epitaf“  (Kokot, 8/1917.) koja je nastala u obranu Kokota. U tom je međurazdoblju pisao pjesme, samo ih nije objavljivao.
Ono što je karakteristično za tih 20-ak pjesama jest prekid sa simboličnom poetikom hrvatskih mladoliričara. Motivi (sunce, samoća, plave zvijezde, duša, očaj), tematska disharmonija, dislociranost lirskog subjekta, traganje za novim čovjekom, čežnja za duhovnom preobrazbom, ironija koja prelazi u grotesku ukazuju na ekspresionističko pismo. U njima je izražen temeljni ekspresionistički nesklad lirskog subjekta i svijeta koji ga okružuje.
Pjesme: "Bolan san", "Benedictus", "Burleska", "Zimski scherzo", "Novi život", "Vizija", "Grabancijaški pohod", "Prorok i pelivan" (pjesma u prozi), "Legenda" (pjesma u prozi), "Dragoj" i "Molitva jednog melankoličara" koje su objavljene 1920. godine inspirirane su i posvećenie Dori Žiborskoj.                                                                                                                                                                                                                                                                                       

### Ostalo
Iz njegova književnog opusa izdvajaju se feljtoni objavljeni najprije u njegovu časopisu Kokot, a zatim sabrani i objavljeni u knjizi tiskanoj u vlastitoj nakladi, Kamena s ramena (1917.) zajedno s predavanjima, kritikama i glosama. Tri se njegova teksta mogu smatrati manifestom (u formalnom i sadržajnom smislu): Savremena umjetnost, Ekspresionizam (s podnaslovom skica za jednu veliku studiju; objavljen u Kokotu, 1. ožujka 1917.) i Vaskresenje duša (predavanje održano 16. listopada 1917. godine u Glazbenom zavodu u Zagrebu) u kojem iznosi središnje teze svojega ekspresionizma upotrijebivši nekoliko formula futurizma F. T. Marinettija. Njegov usklik „Dolje estetike!“ programska je krilatica poetike osporavanja. U manifestu Savremena umjetnost koji je bio uvodni tekst u prvi broj Kokota izriče „svoje viđenje suvremene umjetnosti kao dinamičnog procesa, uvijek u promjeni i pokretu, suprotstavljenog postojećem građanskom moralu i ukusu, izvan konvencionalnih društvenih normi, a potpuno stopljenog s prevratničkim tendencijama neposredne zbilje i njezinih sudionika koji ispunjavaju svoju svetu dužnost, poput religioznoga svećenika, tako što kao umjetnici-prethodnici doslovno žive avangardu tumačeći svijet koji danas jest i onaj koji će sutra biti.“ Pisan u jeku Prvoga svjetskog rata taj manifest podcrtava Donadinijevu viziju postničeanskoga čovjeka koji će prevrednovati sve vrijednosti.
- O mom – nemoralu, i moralu – gospodina Jurja Demetrovića. (Odgovor na polemike, koje su se razvile prigodom premijere moje drame "Bezdan"), Zagreb, 1919.
- Bilježnica, sačuvana njegovoj ostavštini. Sadrži književne skice, različne tekstove i zapise.
- Novele, romani, drame, kritike i eseji, izbor, redakcija i prilozi Branimir Donat, Znanje, Zagreb, 1968.
- Ljubo Wiesner, Nikola Polić, Ulderiko Donadini. Izabrana djela, prir. Milan Selaković, Pet stoljeća hrvatske književnosti, knj. 85, Matica hrvatska - Zora, Zagreb, 1970.[9]
- Izabrana proza, Biblioteka Croatica: hrvatska književnost u 100 knjiga ; kolo 1 ; knj. 7, Riječ, Vinkovci, 1997.
- Grabancijaševa putovanja, Naklada Mlinarec - Plavić, Zagreb, 2002.
- Sabrana djela, 1-2, priredio Branimir Donat, Zagreb, 2002. – 2003.

## Spomen
- Ulica u Španskom, zagrebačkom gradskom naselju Gradske četvrti Stenjevec, nazvana je po njemu, Ulica Ulderika Donadinija.[10]

## Vanjske poveznice
- Ulderiko Donadini, Odabrane novele, ("Đavo gospodina Andrije Petrovića", "Doktor Kvak", "Jakov Žleb" i "Dunja"), dzs.ffzg.unizg.hr
- Donadini, Ulderiko, Krležijana, krlezijana.lzmk.hr
- Tihomil Maštrović, Ulderiko Donadini kao dramatičar // Dani Hvarskoga kazališta: Građa i rasprave o hrvatskoj književnosti i kazalištu, sv. 9, br. 1, 1982., str. 120. – 126., (Hrčak)
- Maja Zadravec, Fantastični elementi u novelama Ulderika Donadinija: diplomski rad  Arhivirana inačica izvorne stranice od 10. ožujka 2021. (Wayback Machine), mentor: doc. dr. sc. Aleksandar Mijatović, Sveučilište u Rijeci, Filozofski fakultet, Rijeka, 2015.